# Снупи
Снупи (енгл. Snoopy) је лик пса из стрипа Чарли Браун и Снупи шоу.
Осмислио га је Чарлс М. Шулц (енгл. Charles M. Schulz). Изворна идеја за Снупија је био Спајк, Шулцов пас из детињства.
Након успеха стрипа, појавиле су се цртане епизоде (1965—2006) у којима је Снупију глас позајмљивао Бил Мелендез.

## Лик
Снупи се први пут појавио у стрипу 4. октобра 1950.
Име му је објављено и описано 10. новембра исте године.
Први пут се појавио у усправном положају 9. јануара 1956, у епизоди у којој вози клизаљке на залеђеном језеру.
Заправо га је Шулц намеравао назвати „Снифи“, али се предомислио.
На самоме почетку Снупи није припадао Чарлију Брауну.
Снупи има и кућног љубимца, птичицу Вудсток жуте боје.

## Снупијева породица
- Спајк - Снупијев старији брат. Снупи има пуно поверења у њега.
- Олаф - Снупијев млађи брат. Олаф је "елегантно попуњен".
- Енди - такође Снупијев брат. Снупи нема претерано поверења у Ендија.
- Марблс - Снупијев млађи брат. Веома је чудноват.
- Бела - Снупијева млађа сестра. Веома је слатка и има смисао за моду.
- Ровер - Снупијев брат.
- Моли - Снупијева сестра.
- Бакстер - Снупијев отац.
- Миси - Снупијева мајка.

## Снупијева кућица за псе
Снупијева кућица је много већа изнутра него што се чини споља. Кућица има степенице и на доњем спрату се налазе телевизор, клима уређај, стони тенис, билијар, библиотеку итд. Кућицу је направио Чарли Браун, Снупијев власник.